# Jae Hee
Jae Hee (en coréen : 재희), né Lee Hyun-kyun (en coréen : 이현균), est un acteur sud-coréen.

## Filmographie

### Télévision
| Année | Titre                                    | Rôle                                           | Chaîne    |
| ----- | ---------------------------------------- | ---------------------------------------------- | --------- |
| 1997  | Mountain                                 |                                                | MBC       |
| 1998  | I Love You! I Love You!                  | Lee Joo-beom                                   | SBS       |
| 1998  | Steal My Heart                           | Choi Kwan-woo                                  | SBS       |
| 1998  | New Generation Report: Adults Don't Know |                                                | KBS1      |
| 1998  | Soonpoong Clinic                         | Le livreur de pizza (épisodes 184, 367)        | SBS       |
| 1999  | School 2                                 | Lee Sung-je                                    | KBS2      |
| 2000  | Golbangi                                 |                                                | SBS       |
| 2000  | Medical Center                           | Le patient atteint du SIDA (invité, épisode 5) | SBS       |
| 2001  | Wuri's Family                            | Gyeo-re                                        | MBC       |
| 2002  | To Be with You                           | Lee Sang-won                                   | KBS1      |
| 2005  | Sassy Girl Chun-hyang                    | Lee Mong-ryong                                 | KBS2      |
| 2006  | My Girl                                  | Lee Mong-ryong (caméo, épisode 16)             | SBS       |
| 2007  | Witch Yoo Hee                            | Chae Moo-ryong                                 | SBS       |
| 2008  | One Mom and Three Dads                   | Choi Kwang-hee                                 | KBS2      |
| 2008  | Oh Goo the Exorcism                      | Yoon Ki-joo                                    | KBS2      |
| 2008  | Chase! X-boyfriend                       |                                                | Mnet      |
| 2011  | Color of Woman                           | Yoon Joon-soo                                  | Channel A |
| 2012  | May Queen                                | Park Chang-hee                                 | MBC       |
| 2013  | Jang Ok-jung, Living by Love             | Hyun Chi-soo                                   | SBS       |
| 2013  | The Eldest                               | Park Soon-taek                                 | JTBC      |
| 2015  | Save the Family                          | Jung Woo-jin                                   | KBS1      |
| 2016  | The Vampire Detective                    | Han Gyu-min                                    | OCN       |
| 2016  | Goddess of Immortality                   | Le réalisateur                                 | Naver     |
| 2017  | You Are Too Much                         | Jo Sung-taek                                   | MBC       |
| 2018  | Voice                                    | Son Ho-min (invité, saison 2, épisodes 8 à 9)  | OCN       |
| 2019  | Blessing of the Sea                      | Ma Poong-do                                    | MBC       |
| 2021  | A Good Supper                            | Kyung-soo                                      | MBC       |
| 2022  | Empathy Documentary Shelter              | Lui-même                                       | Naver     |

### Cinéma
| Année | Titre               | Rôle                            |
| ----- | ------------------- | ------------------------------- |
| 1999  | Ghost in Love       | Le jeune frère de Jin Chae-byul |
| 2000  | Bloody Beach        | Won-il                          |
| 2004  | Locataires          | Tae-suk                         |
| 2006  | The Art of Fighting | Song Byeong-tae                 |
| 2007  | The Evil Twin       | Hyun-sik                        |
| 2008  | Mandate             | Choi Kang                       |
| 2013  | Crimes of Passion   | Jeong-hee                       |
| 2018  | Folktale            | Heung-boo                       |
| 2018  | Memento Mori        | Min-soo                         |
| 2020  | Two Big Men         | Caméo                           |

## Récompenses
| Année | Festival                             | Catégorie                                          | Œuvre concernée       |
| ----- | ------------------------------------ | -------------------------------------------------- | --------------------- |
| 2004  | 25ème Blue Dragon Film Awards        | Révélation masculine                               | Locataires            |
| 2005  | KBS Drama Awards                     | Révélation masculine                               | Sassy Girl Chun-hyang |
| 2005  | KBS Drama Awards                     | Meilleur couple avec Han Chae-young                | Sassy Girl Chun-hyang |
| 2009  | Prix du chef d'état-major de l'armée | /                                                  | Aucune                |
| 2012  | MBC Drama Awards                     | Prix d'excellence, acteur dans une série télévisée | May Queen             |
| 2018  | 4ème SeoulWebFest                    | Meilleur acteur                                    | Memento Mori          |